# Piazza Maggiore
Het Piazza Maggiore (Nederlands: Grote Plein) is een plein, centraal gelegen in de Italiaanse stad Bologna. Rond dit plein, 115 m bij 60 m groot, liggen de voornaamste gebouwen die tijdens de middeleeuwen werden opgetrokken. Het plein onderging grondige wijzigingen tijdens het pauselijk bestuur in de 16e eeuw.

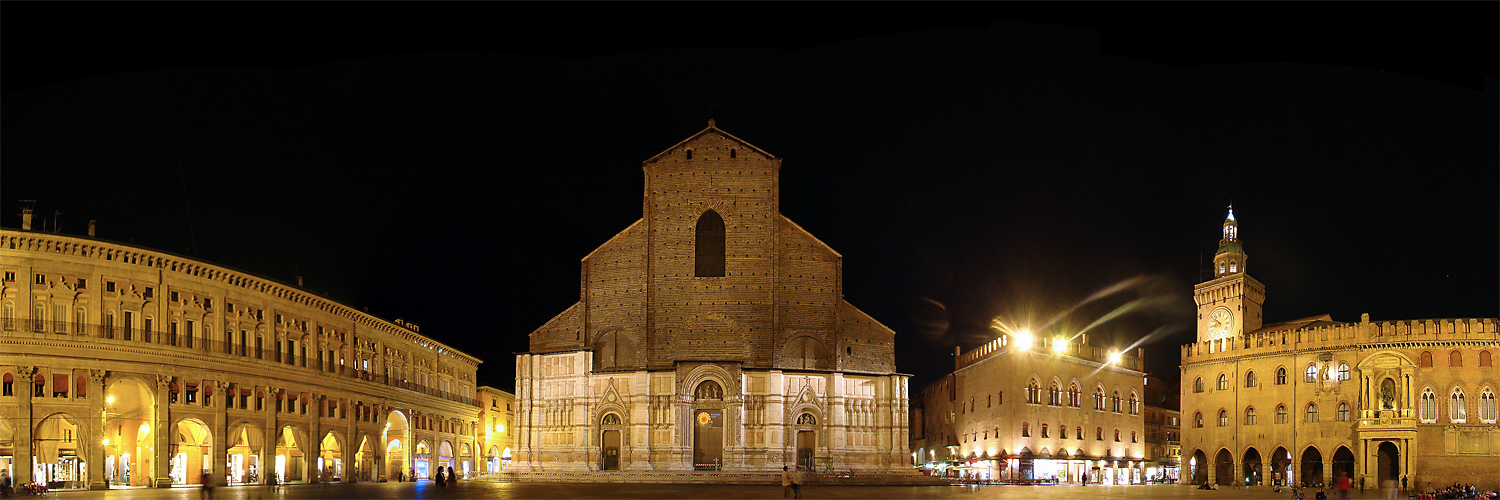
Piazza Maggiore; van links naar rechts: Palazzo dei Banchi, Sint-Petroniusbasiliek, Palazzo dei Notai, Palazzo d'Accursio

## Het Piazza Maggiore en de gebouwen
Aan de noordzijde staat het oudste gebouw, het Palazzo del Podestà, uit 1200 en zijn Torre dell'Arengo met de grootste klok van Bologna. Aan de achterzijde werd later het Palazzo Re Enzo toegevoegd. Het Palazzo d'Accursio (of Palazzo Comunale) sluit de westelijke zijde van het plein af, een monumentaal gebouw uit de 14e eeuw met het stadhuis, een multimediaruimte (Sala Borsa, vroeger het beursgebouw) en musea. Het Piazza del Nettuno met de Fontana del Nettuno uit 1565 ligt tussen de Via Rizzoli en de Piazza Maggiore.
In het zuiden, tegenover het Palazzo del Podestà verrijst de onafgewerkte gevel van de Sint-Petroniusbasiliek, waarvan de bouw startte in de 14e eeuw en in de 17e eeuw werd stopgezet. Naast de kerk staat het Palazzo del Notai.
Het Palazzo dei Banchi, opgetrokken tussen 1565 en 1568 staat aan de oostzijde van het Piazza Maggiore. De portiek van dit paleis loopt verder langs de oostzijde van de basiliek en bereikt de Piazza Galvani en geeft daar toegang tot het Museo Civico Archeologico di Bologna en verderop tot het Palazzo dell'Archiginnasio, de middeleeuwse zetel van de universiteit van Bologna, de anatomische zaal en een van de mooiste en rijkste bibliotheken in Europa.

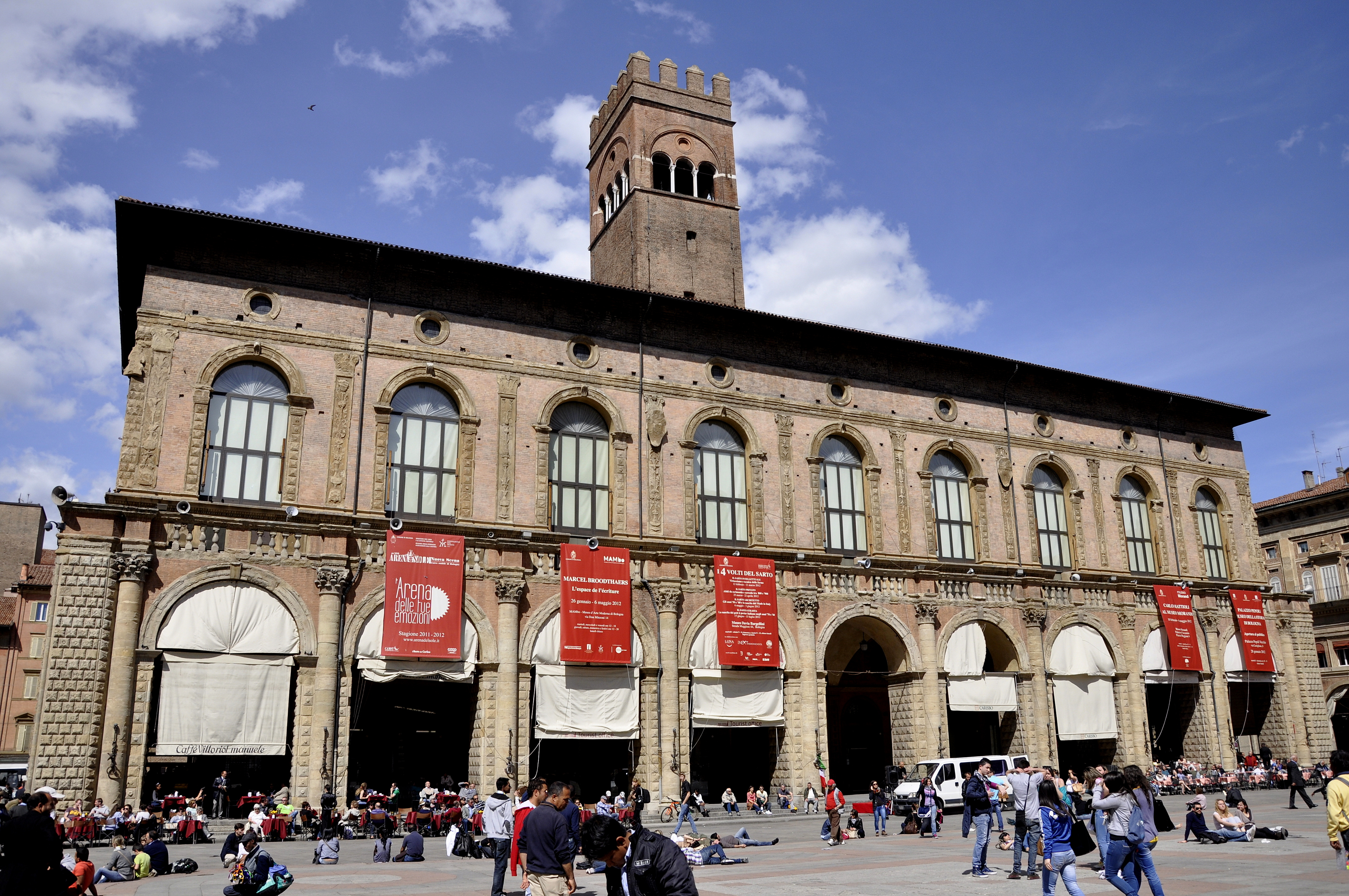
Palazzo del Podestà met de Torre dell'Arengo
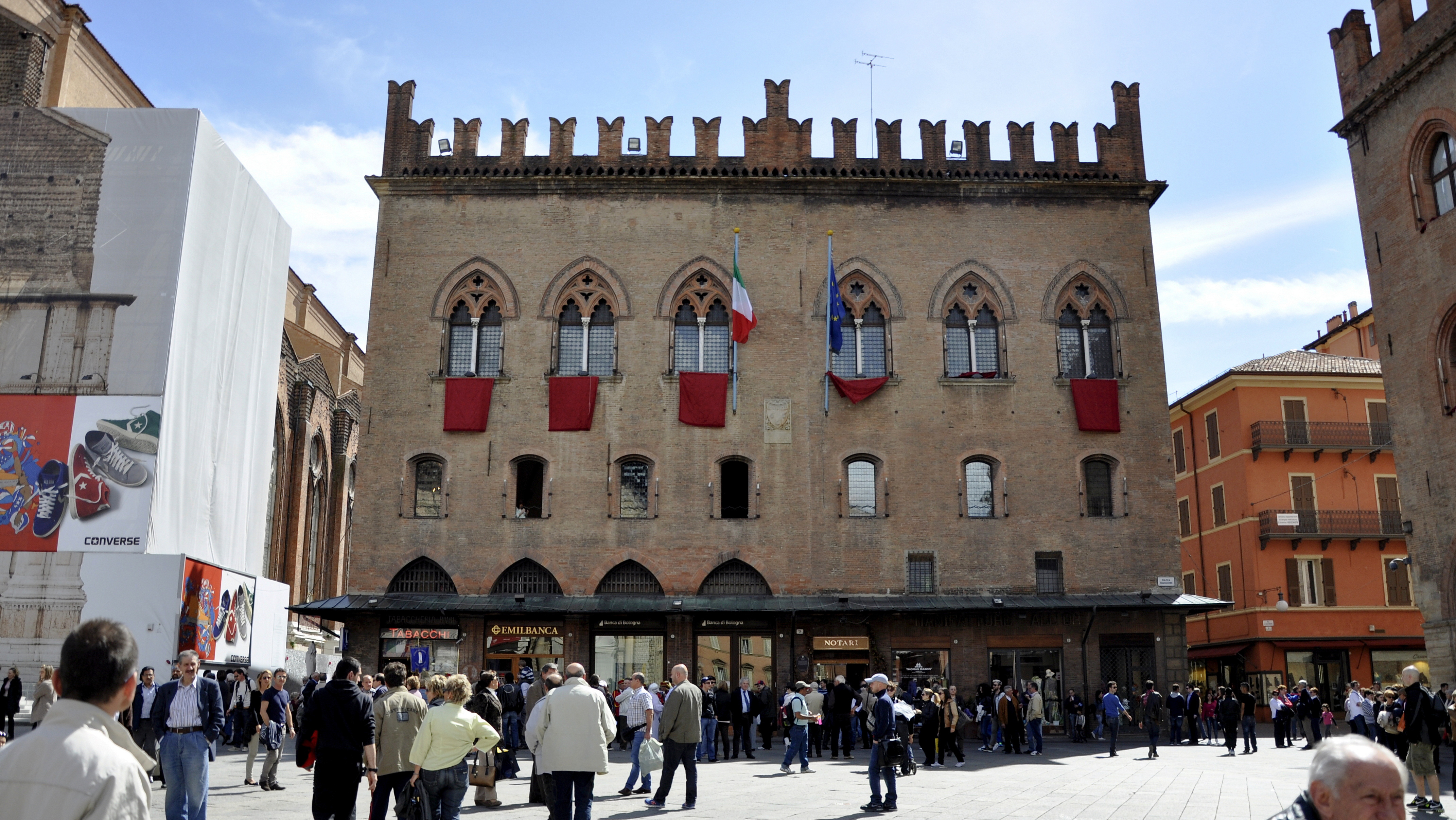
Palazzo dei Notai naast de basiliek
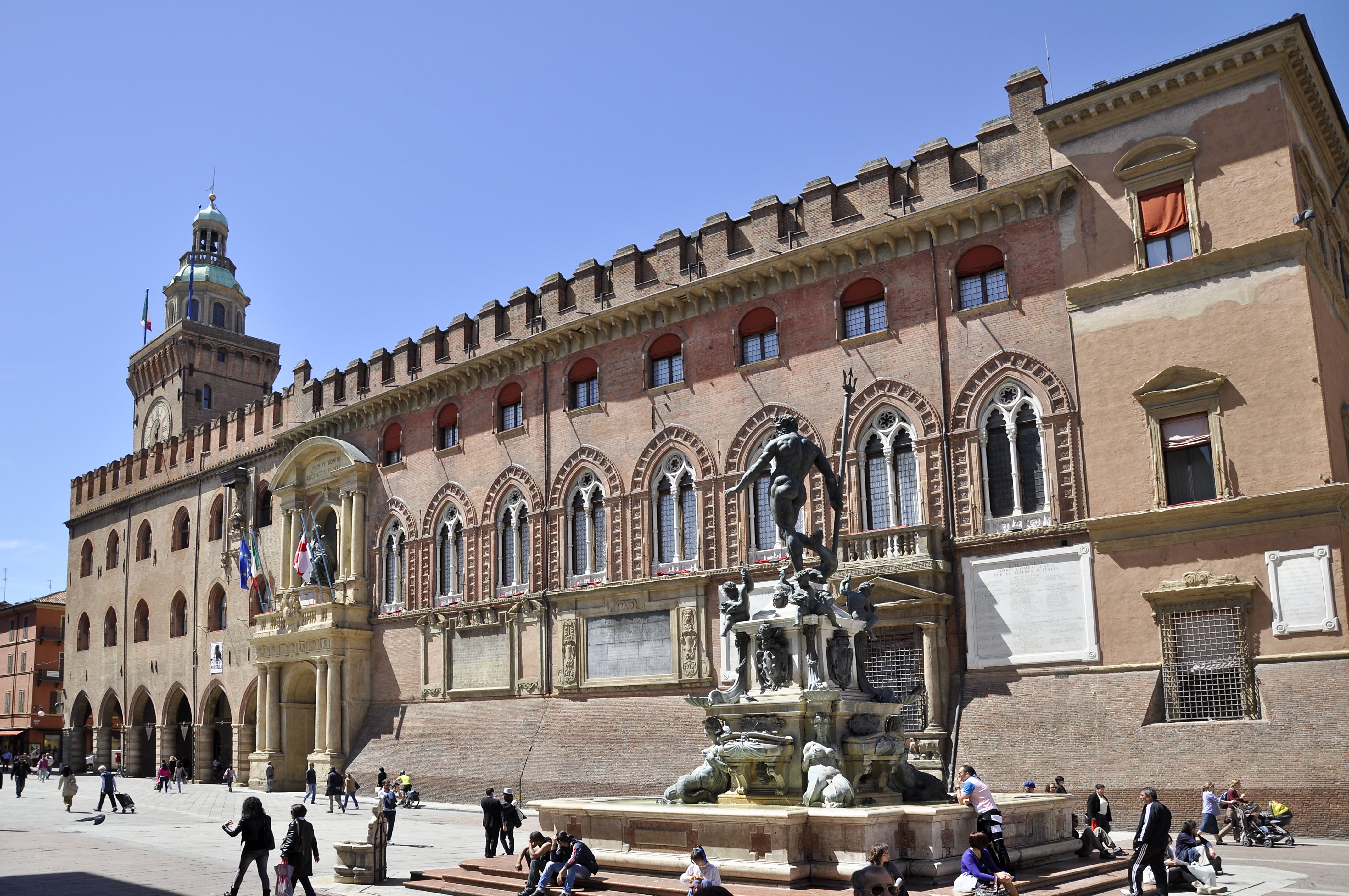
Palazzo d'Accursio en de Neptunusfontein
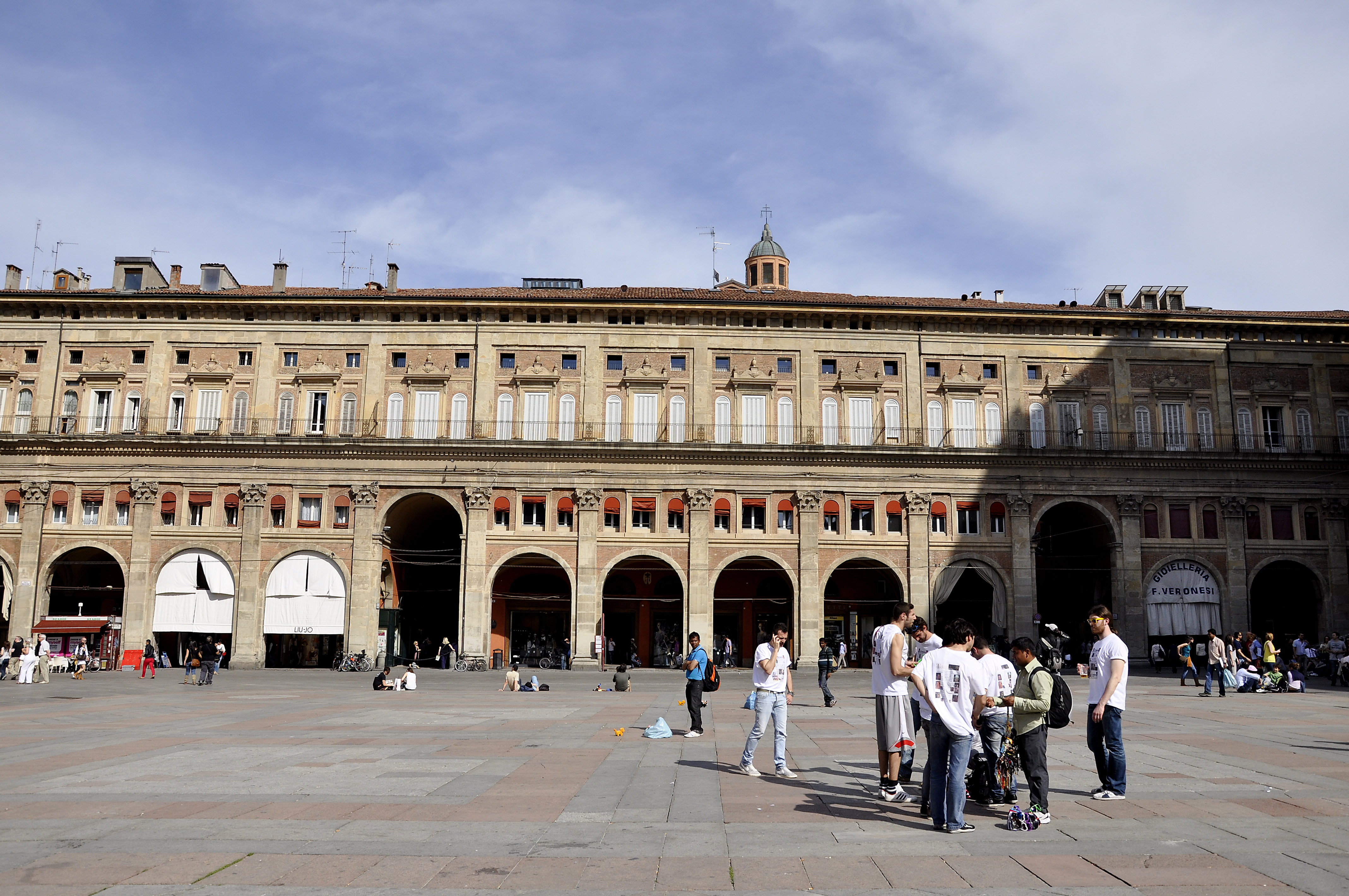
Palazzo dei Banchi
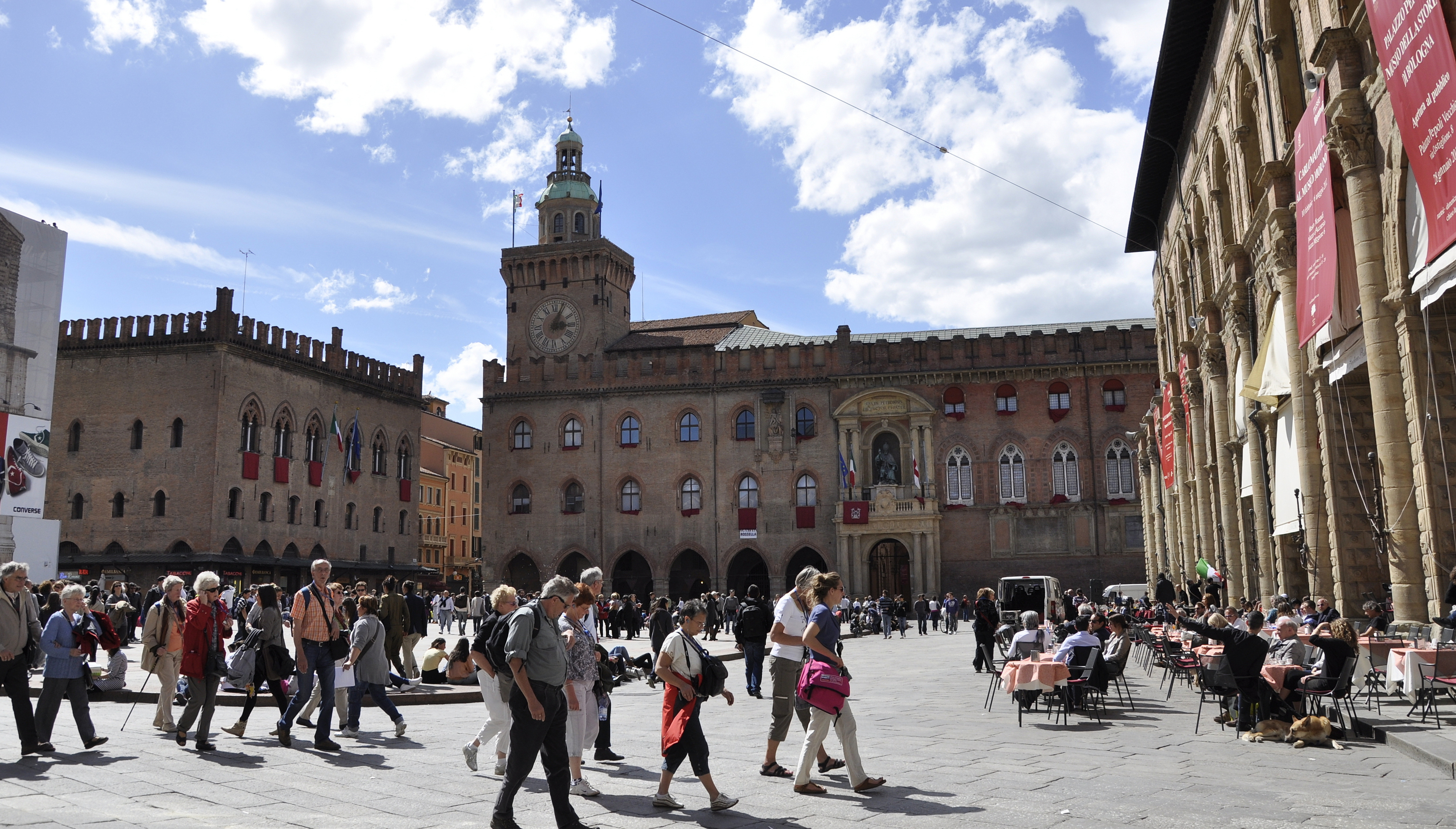
Piazza Maggiore met links Palazzo di Notai, in het midden Palazza d'Accursio en rechts Palazzo dei Podestà

- MusicBrainz: 92c430b2-e4ac-4f23-88ed-5e084ae467c3
- Virtual International Authority File: 234807546